# Adnan Muhammad al-Arur
ʿAdnān Ibn Muḥammad al-ʿArʿūr (arabisch عدنان بن محمد العرعور), (* 1948 in Hama) ist ein aus Syrien stammender sunnitischer Religionsgelehrter. Er wurde unter anderem durch seine kritischen Debatten und seine Forschung über die Schiiten und Sufis auf Basis seiner salafistischen Weltanschauung bekannt. Adnan al-ʿArʿūr lebt seit der Niederschlagung der Muslimbrüder in Hama 1982 in der saudi-arabischen Hauptstadt Riad.

## Lehre
Adnan al-ʿArʿūr studierte bei einigen einflussreichen Gelehrten. Dazu zählten unter anderem Muḥammad al-Ḥāmid, al-Albānī, Muḥammad Nasīb al-Rafāʿī, Muḥammad ʿAbd al-ʿAbbāsī und der letzte Großmufti Saudi-Arabiens Ibn Bāz.

## Al-ʿArʿūr und der syrische Konflikt
Seit Beginn der syrischen Proteste im Jahr 2011 ist al-ʿArʿūr mehrfach im saudischen Satellitensender al-Safa zu sehen gewesen. Dabei fällt er durch kritische Kommentare gegenüber Nichtsunniten auf. Obwohl er sich mehrmals offiziell für eine friedliche Revolution ohne Waffengewalt ausgesprochen hat, drohte er im Juni 2011 regimetreuen Alawiten mit Mord. In syrischen Kreisen wird er teilweise als namhafte Symbolfigur der Opposition angesehen.

## Publikationen
- Ṯalāṯa ṣalawāt mahǧūra (Drei obsolete Gebete)
- Aḥkām al-qunūt (Die Bestimmungen der Gottesfürchtigkeit)
- Al-Waṣiyya aš-šarʿiyya (Das gesetzliche Gebot)
- Adilla al-iṯbāt bi-anna ǧidda mīqāt (Anzeichen des Nachweises, dass Jeddah ein Mīqāt ist)
- Aḥkām at-tāmīn wa-anwāʿhu wa aḥkāmuhu bi-ʿanwān – At-tāmīn bayna at-tašdīd wa at-tasāhul (Die Bestimmungen der Sicherheit und ihre Formen und ihre Bestimmungen an Hand von Leitlinien – die Sicherheit zwischen Unnachgiebigkeit und Toleranz)
- Fihris kitāb at-tarġīb wa at-tarhīb li-l-munḍir (Indexbuch Zuckerbrot und Peitsche für den Warnenden)
- Fihris muʿǧam aṭ-Ṭabaranī (Indexlexikon aṭ-Ṭabaranīs)
- As-sabīl ilā manhaǧ ahl as-sunna wa-l-ǧamāʿa (Der Pfad zur Methodik der Sunniten und der Gemeinschaft)
- Al-wāqiʿa al-muʾlim bayna al-muʿālaǧa al-murtaǧila wa at-taāṣīl aṣ-ṣaḥīḥ (Die schmerzhafte Realität zwischen improvisierter Handhabung und fundierter Wahrheit)
- At-tih wa al-muḫriǧ (Die Wüste und der Ausweg)
- Ṣirāʿa al-fikr wa-l-ittibāʿa (Konflikt des Denkens und der Anhänger)
- Ṣifāt aṭ-ṭāʾifa al-manṣūra (Attribute der siegreichen Konfession)
- Manhaǧ al-iʿtidāl: Wa huwa waqfāt fī-l-īmān wa at-takfīr wa as-siyyāsa wa al hikām wa nuqd al-ǧamāʿāt wa ar-riǧāl (Ein Ansatz zur Mäßigung: Haltepunkte im Glauben, der Sühne, der Politik, im Herrschen und die Kritik der Gemeinschaft und der Männer)